# Neotrypaea
Neotrypaea is een geslacht van kreeftachtigen uit de klasse van de Malacostraca (hogere kreeftachtigen).

## Soorten
- Neotrypaea biffari (Holthuis, 1991)
- Neotrypaea californiensis (Dana, 1854)
- Neotrypaea gigas (Dana, 1852)
- Neotrypaea rochei (Bouvier, 1895)
- Neotrypaea tabogensis (Sakai, 2005)
- Neotrypaea uncinata (H. Milne Edwards, 1837)

### Nog van naam te veranderen soorten
- Nihonotrypaea hainanensis Liu & Liu, 2014
- Nihonotrypaea harmandi (Bouvier, 1901)
- Nihonotrypaea japonica (Ortmann, 1891)
- Nihonotrypaea makarovi Marin, 2013
- Nihonotrypaea petalura (Stimpson, 1860)
- Nihonotrypaea thermophila Lin, Komai & Chan, 2007

- Pseudobiffarius caesari Heard & Manning, 2000